# Грудзень, Юзеф
Юзеф Грудзень (пол. Józef Grudzień, 1 апреля 1939, Буско-Здруй — 17 июня 2017) — польский боксёр лёгкой весовой категории, выступал за сборную Польши в 1960-е годы. Чемпион летних Олимпийских игр в Токио, серебряный призёр Игр в Мехико, чемпион Европы, многократный победитель и призёр национальных первенств. Одновременно со спортивной карьерой был офицером в польской армии.

## Биография
Юзеф Грудзень родился 1 апреля 1939 года в городе Буско-Здруй. Активно заниматься боксом начал в возрасте тринадцати лет, после окончания школы пошёл служить в армию, затем присоединился к спортивному клубу «Легия», где тренировался под руководством Станислава Василевского. Впервые заявил о себе на чемпионате Польши 1960 года, когда выиграл в лёгком весе серебряную медаль, уступив лишь именитому Казимежу Паздзёру. В 1963 году благодаря череде удачных выступлений на внутренних первенствах удостоился права защищать честь страны на летних Олимпийских играх в Токио, где одержал верх над всеми своими соперниками, в том числе над советским боксёром Виликтоном Баранниковым в финале, и получил золотую медаль.
В финале чемпионата Европы 1965 года в Восточном Берлине Грудзень вновь встретился с Баранниковым, но на сей раз проиграл ему, получив серебро. Тем не менее два года спустя на соревнованиях в Риме он всё-таки выиграл золотую награду европейского первенства. В 1968 году поляк съездил на Олимпиаду в Мехико, в финале против него вышел Рональд Харрис, проигравший ему четыре года назад, и теперь победа по очкам досталась американцу. Поскольку конкуренция в сборной на тот момент сильно возросла, вскоре после этих матчей Юзеф Грудзень принял решение покинуть ринг — всего за карьеру провёл 253 боя, из которых 216 закончились для него победами, 27 поражениями и 10 ничьими. В последующие годы он служил офицером в польской армии и одновременно был тренером по боксу, а после увольнения в запас устроился работать дизайнером в частную компанию в Варшаве.